# Olivier Maire (prêtre)
Pour les articles homonymes, voir Maire (homonymie).

Olivier Maire, né le 19 novembre 1960 à Besançon (Doubs) et mort le 9 août 2021 à Saint-Laurent-sur-Sèvre (Vendée), est un prêtre catholique français, membre de la Famille montfortaine.

## Biographie
Issu d'une famille très pieuse, Olivier Henri Marcel Joseph Maire souhaite devenir religieux dès l'enfance. À sa demande, il entre au collège de Pelousey tenu par des prêtres montfortains puis obtient son baccalauréat au lycée Saint-Jean de Besançon.
Après des études de biologie, il effectue son service militaire en Haïti.
Par ailleurs, diplômé en théologie à Rome, il est ordonné prêtre, au sein de la Compagnie de Marie, le 17 juin 1990. Il part ensuite en Ouganda former des séminaristes pendant de nombreuses années.
Bibliste, passionné par les Pères de l'Église et le grec patristique, il est aussi diplômé en psychologie.
Revenu en France, il est élu provincial des prêtres montfortains et s'installe au siège de la Compagnie de Marie à Saint-Laurent-sur-Sèvre,.
Le 9 août 2021, il est assassiné dans cette ville par Emmanuel Abayisenga, également auteur de l'incendie de la cathédrale de Nantes en juillet 2020. Ce demandeur d'asile débouté a été hébergé par Olivier Maire.
Le 13 août 2021, les obsèques d'Olivier Maire sont concélébrées, dans la basilique Saint-Louis-Marie-Grignon-de-Montfort de Saint-Laurent-sur-Sèvre, par Éric de Moulins-Beaufort (président de la conférence des évêques de France), François Jacolin (évêque de Luçon) et le révérend père Luis Augusto Stefani (supérieur général de la Compagnie de Marie). Le Garde des sceaux, Ministre de la Justice, Éric Dupond-Moretti, ainsi que des autorités locales et des élus, comme le sénateur Bruno Retailleau, assistent à la cérémonie.